# Manetti & Roberts
La Società Italo Britannica L.Manetti H.Roberts & C. per Azioni (comunemente conosciuta come Manetti & Roberts) è un'azienda italiana produttrice di articoli per la cura e l'igiene personale, controllata dalla multinazionale Bolton Group di Milano.

## Storia
Il chimico inglese Henry Roberts (1819-1879), nella prima metà del XIX secolo lasciò l'Inghilterra per motivi di salute e si stabilì a Firenze, dove nel 1843, in via Tornabuoni 17, fondò il Laboratorio farmaceutico H. Roberts & Co. English and American Chemist and Druggist. Nella farmacia di Roberts si vendevano anche vini, liquori, alimentari e cosmetici di marca. L'iniziativa riscosse grande successo tanto che Roberts prese la decisione di produrre direttamente gli articoli che poneva in vendita, con la creazione di uno stabilimento produttivo in via del Romito.
Nel 1867, Roberts mise in commercio l'Acqua alle rose, un prodotto inventato dal medesimo, ottenuto da acqua distillata con miscela di rosa × damascena, gallica e centifolia. La Roberts & Co. aveva aperto negozi a Roma e Napoli , e nel 1878 il suo fondatore inventò un nuovo tipo di prodotto, una polvere bianca a base di talco  - importato dal Piemonte - ed acido borico per l'igiene della pelle, che prese il nome di borotalco. Il prodotto riscosse enorme successo commerciale, e verrà utilizzato in prevalenza da donne e bambini.
Roberts morì nel 1879, e la gestione dell'impresa fu assunta dalla moglie. Successivamente, nella Roberts & Co. fece ingresso il chimico britannico Alfred Houlston Morgan, che aveva sposato la vedova di uno dei figli di Roberts, ed assunse la gestione dell'azienda fiorentina. Houlston contribuì all'espansione produttiva e commerciale della Roberts, che nel 1904 lanciò sul mercato la prima saponetta solida neutra.
Il 25 gennaio 1921, Houlston si associò con Lorenzo Manetti (1864-1931) - titolare di una farmacia attiva a Firenze dal 1869 - ed assieme costituirono a Firenze la Società anonima Italo Britannica L.Manetti H.Roberts & C. con capitale sociale di lire 8 milioni, e con sede e stabilimento aperti in via Carlo Pisacane 1, nel quartiere Rifredi. Della nuova ditta, Manetti fu socio di maggioranza, e Houlston negli anni seguenti cedette gradualmente le sue quote ad altri soggetti. Nel 1931 morì il cavalier Manetti, ed erede dell'azienda fu la sua figlia adottiva Serafina - nominata per testamento nel 1922 - coniugata a Giuseppe Orzalesi, il quale, entrato nella società come segretario, in quello stesso anno ne divenne il presidente. Su imposizione del regime fascista, nel 1936 la ragione sociale divenne Società anonima Italiana L.Manetti H.Roberts & C., che alla vigilia della Seconda guerra mondiale impiegava 180 addetti.
Al termine del conflitto, fu ripristinata la precedente denominazione di Società Italo Britannica L.Manetti H.Roberts & C., e trasformata in società per azioni. Con la nascita e lo sviluppo della televisione in Italia nel 1954, la M&R, sfruttò questo mezzo come nuovo canale pubblicitario: nel 1963 venne mandato in onda uno spot del borotalco all'interno del programma televisivo Carosello, trasmesso dalla RAI. Più nota la serie di Caroselli dei primi anni settanta, con tre serie - Corri Donna Corri, Corri Uomo Corri e Corri bambino Corri - che raccontavano con un curioso mix di immagini e disegni animati, la giornata snervante, frenetica e affannata di un impiegato e di un'impiegata fra ufficio e incombenze varie. Lo slogan fu Il benessere fornito da Borotalco. Una serie successiva, invece, giocava sul recupero di proverbi della tradizione come Impara l'arte e mettila da parte.
Nel 1977, la produzione venne spostata in un nuovo stabilimento aperto a Calenzano, in provincia di Firenze. La famiglia Orzalesi-Manetti, azionista di maggioranza con il 51%, mantenne il controllo dell'azienda finché nel 1983 cedette le sue quote alla Beecham Italia S.p.A. di Milano, una joint venture controllata dalla multinazionale farmaceutica britannica Beecham Group (51%) e dalla multinazionale italo-olandese Bolton Group (49%). Beecham Italia assunse il pieno controllo di M&R nel 1985, divenendo proprietaria del 99% delle sue azioni. Sul finire degli anni ottanta, Manetti & Roberts impiegava 455 persone e fatturava annualmente circa 120 miliardi di lire.
Nel 1992, Manetti & Roberts passò sotto il controllo di Bolton Group, nell'ambito della cessione della totalità delle sue quote possedute in Beecham Italia alla SmithKline Beecham, nome assunto dalla multinazionale per effetto della fusione avvenuta nel 1989 con SmithKline Beckman.

## Informazioni e dati
La Società Italo Britannica L.Manetti H.Roberts & C. per Azioni rappresenta la divisione "cura e benessere del corpo" del Gruppo Bolton. Produce e commercializza saponi, detergenti, shampoo, deodoranti, olii, digestivi, creme abbronzanti e cosmetici. I suoi marchi più famosi sono Neutro Roberts e Borotalco; gli altri marchi con cui opera sono Acqua alle Rose, Bilba, Bilboa, Chilly, Citrosil, Effervescente Brioschi, Galeffi, Rogé Cavaillès, Sanogyl e Somatoline.
L'attività produttiva della M&R si svolge nello stabilimento di Calenzano, in cui lavorano 233 dipendenti; nel 2017 ha realizzato un fatturato di 300,7 milioni di euro ed un utile netto di 52,2 milioni.